# San Sai
San Sai (Thai: สันทราย) is een tambon in amphoe (district) Mae Chan in Thailand. De tambon had in 2005 2419 inwoners en bestaat uit negen mubans.